# '39
〈'39〉은 영국의 록 밴드 퀸의 곡이다. 리드 기타리스트 브라이언 메이가 작곡한 이 곡은 네 번째 스튜디오 음반 《A Night at the Opera》의 다섯 번째 곡이다. 이 노래는 또한 〈You're My Best Friend〉의 B-사이드이었다.
이 노래는 우주 탐험가들의 1년 동안의 여행을 그들의 관점에서 바라본다는 이야기다. 그러나 그들이 돌아왔을 때, 그들은 아인슈타인의 특수 상대성 이론의 시간지연 효과로 인해 100년이 흘렀고, 그들이 남긴 사랑하는 사람들은 모두 죽거나 늙었음을 깨닫는다.

## 녹음
메이는 퀸 음반에 대한 그의 몇 안 되는 리드 보컬 중 하나인 이 노래의 스튜디오 녹음에서 리드 보컬을 부른다.
메이는 베이시스트 존 디콘에게 농담으로 더블 베이스를 연주해 달라고 부탁했지만, 며칠 후 그는 악기와 함께 스튜디오에서 디콘을 발견했고, 그는 이미 그것을 연주하는 법을 배웠다.
메이는 천체물리학에서 논문을 쓰고 있었지만, 결국 퀸과의 출세를 위해 학업을 포기했다. 2006년 학업을 재개하고 결국 "황도광의 먼지구름에 관한 시상속도 연구"라는 논문을 완성했고, 2008년 박사학위를 받았다.
퀸은 마르크스 형제의 가장 인기 있는 두 편의 영화를 따서 그들의 음반을 《A Night at the Opera》과 《A Day at the Races》이라고 이름 지었기 때문에, 1977년 3월(죽기 5개월 전) 생존한 형제 그루초 막스는 퀸을 자신의 로스앤젤레스 자택에서 초대했다. 밴드는 그에게 감사하고 39'을 아카펠라로 공연했다.

## 논평
저는 그 당시 제 집에 대해 약간 그런 느낌을 받았습니다. 제가 자란 방식과는 전혀 다른 엄청나게 다른 록 음악의 세계를 보아왔기 때문입니다. 사람들은 대체로 인정하지 않겠지만, 저는 대부분의 사람들이 노래를 작곡할 때 한 단계 이상의 수준이 있다고 생각합니다. 그들은 겉으로는 한 가지 수준이 될 것입니다. 하지만 그 이면에는 아마도 무의식적으로라도 자신의 인생, 자신의 경험에 대해 말하려고 할 것입니다. 그리고 거의 제 모든 것에는 개인적인 감정이 있습니다.

(I felt a little like that about my home at the time, having been away and seen this vastly different world of rock music which was totally different from the way I was brought up. People may not generally admit it but I think that when most people write songs there is more than one level to them – they'll be about one thing on the surface, but underneath they're probably trying, maybe even unconsciously, to say something about their own life, their own experience – and in nearly all my stuff, there is a personal feeling.)— 브라이언 메이, 39'의 의미에

## 참여 인원
- 브라이언 메이 - 리드와 백 보컬, 12현 어쿠스틱 기타, 일렉트릭 기타
- 프레디 머큐리 - 백 보컬
- 로저 테일러 - 큰북, 탬버린, 백 보컬
- 존 디콘 - 더블 베이스